# Play Out of Tune
Play Out Of Tune je debitantski EP hrvatske rock grupe, The Bambi Molesters. Snimke s ovog EP albuma razlikuju se od kasnijih radova grupe utoliko što album ima jeftiniju produkciju i zvukom je bliži garage punku nego surf rocku. EP sadrži samo dvije instrumentalne skladbe i devet pjesama s vokalima, uključujući obradu pjesme od Pere Ubu, "Can't Believe It."   	

## Popis pjesama
Bilješke:
A–strana
| Br. | Skladba                          | Trajanje |
| --- | -------------------------------- | -------- |
| 1.  | »Wanganui«                       | 1:49     |
| 2.  | »She's So Soft Inside«           | 2:34     |
| 3.  | »1000 Songs«                     | 2:58     |
| 4.  | »Idle Moments«                   | 2:25     |
| 5.  | »Her Delta's Blues«              | 1:57     |
| 6.  | »Good Times« (Nobody's Children) | 2:47     |

B–strana
| Br. | Skladba                                            | Trajanje |
| --- | -------------------------------------------------- | -------- |
| 1.  | »Catatonya«                                        | 3:56     |
| 2.  | »Little Beach Bunny« (Gary Usher, Roger Christian) | 2:10     |
| 3.  | »Cradle Snatcher«                                  | 3:32     |
| 4.  | »I Can't Believe It« (Pere Ubu)                    | 2:05     |
| 5.  | »Charlie Brown Manson«                             | 3:18     |

## Produkcija
- Gojko Tomljanović – inženjer, producent

The Bambi Molesters
- Dalibor Pavičić – vokali, gitara
- Dinko Tomljanović – gitara
- Lada Furlan – bas-gitara
- Hrvoje Zaborac – bubnjevi